# Giusy Ferreri

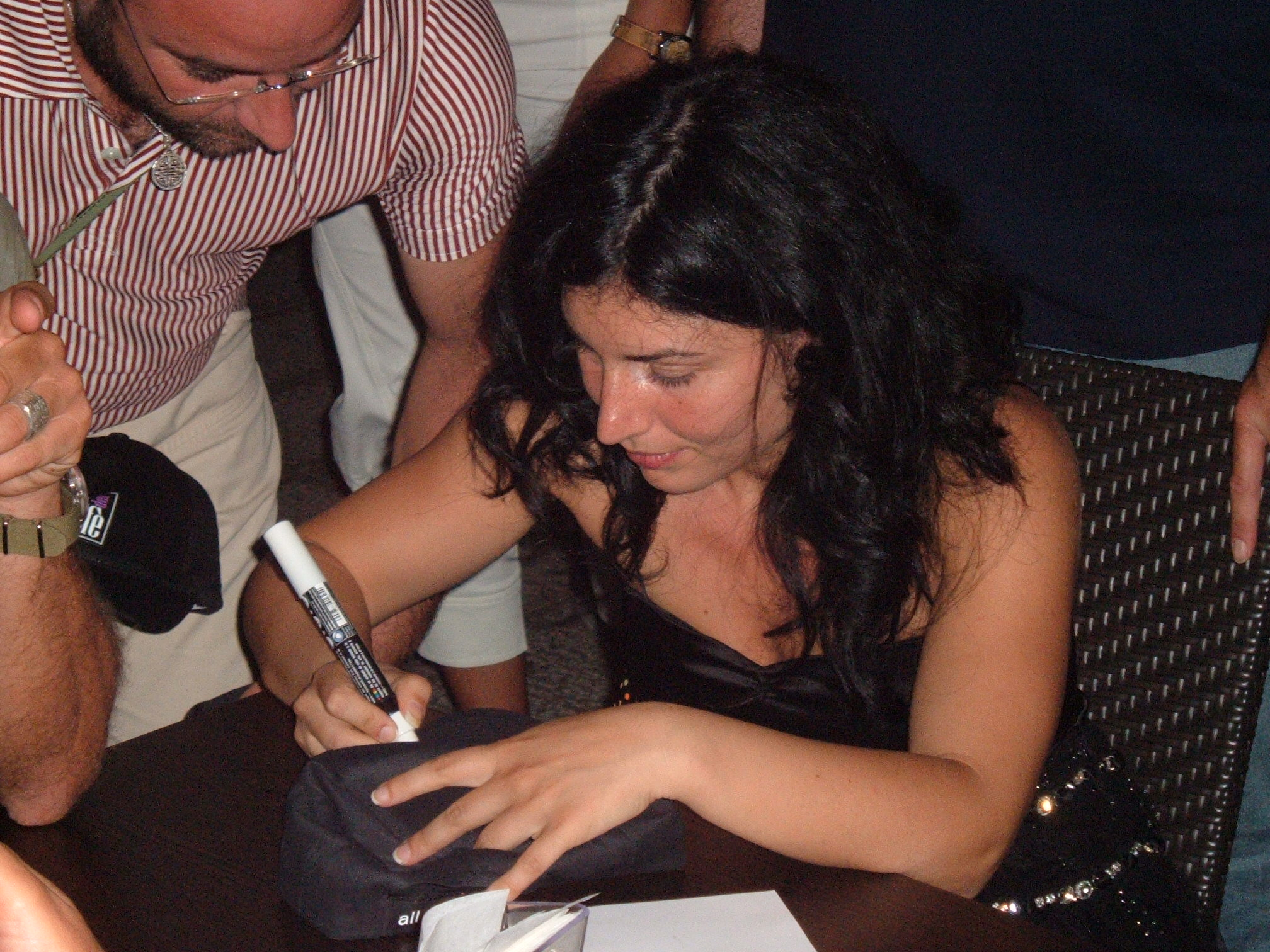
Giusy Ferreri 2009

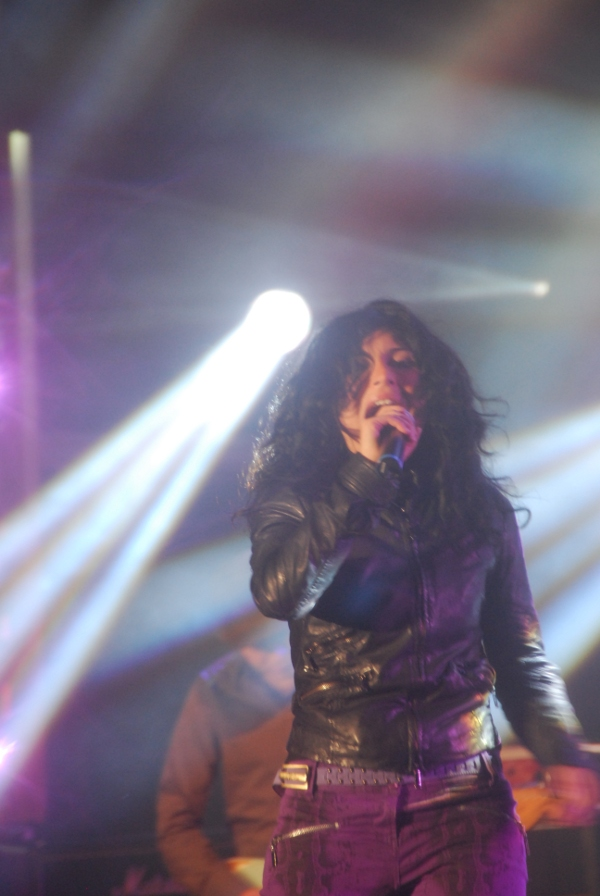
Ferreri 2009 bei einem Auftritt in Trient

Giuseppa Gaetana „Giusy“ Ferreri (* 17. April 1979 in Palermo) ist eine italienische Popsängerin.

## Karriere
In ihrer Jugend lernte Giusy Ferreri Klavier, spielte Gitarre und nahm Gesangsunterricht. Schon ab dem Teenageralter sang sie nacheinander in Bands verschiedener Stilrichtungen, darunter Allstate51. Ab den 2000ern versuchte sie verstärkt, eine eigene Karriere zu starten und 2005 veröffentlichte sie beim Label BMG eine erste Single mit dem Titel Il party unter dem Künstlernamen Gaetana, ihrem zweiten Vornamen, aber ein dauerhafter Erfolg wurde nicht daraus.
2008 nahm sie an der Fernseh-Castingshow X Factor teil. Sie kam bis ins Finale, wo sie hinter dem Aram Quartet Platz zwei belegte. Im Rahmen der Show veröffentlichte Ferreri das Lied Non ti scordar mai di me, das von Tiziano Ferro und Roberto Casalino geschrieben worden war. Es erreichte rasch die Spitze der italienischen Singlecharts und hielt sich dort zwölf Wochen, auch in der Schweiz war es erfolgreich. Die gleichnamige EP mit sechs Titeln, darunter auch das bei X Factor erfolgreiche Cover Remedios (ursprünglich gesungen von Gabriella Ferri), erreichte ebenfalls die Chartspitze und war ein enormer Verkaufserfolg. Ein weiterer Nummer-eins-Erfolg war dem Lied Novembre beschieden. Ende des Jahres erschien mit Gaetana das erste Studioalbum der Sängerin.
Ferreris zweites Album Fotografie erschien 2009 und enthielt elf Coverversionen, darunter Ma il cielo è sempre più blu von Rino Gaetano. Gleichzeitig brachte ihr früheres Label das inoffizielle Album Supermarket auf den Markt, das ältere von der Sängerin aufgenommene Lieder enthielt; ein juristisches Vorgehen der Sängerin gegen diese Veröffentlichung blieb erfolglos. 2010 wurde Ferreri mit dem European Border Breakers Award ausgezeichnet. Außerdem wurde ihre Teilnahme am Sanremo-Festival 2011 angekündigt. Dort ging sie mit dem Lied Il mare immenso ins Rennen, kam im Finale jedoch nicht über den zehnten Platz hinaus. Im Anschluss erschien das Album Il mio universo.
Nach einem kurzzeitigen Rückzug aus der Öffentlichkeit meldete sich die Sängerin 2014 mit der zweiten Teilnahme am Sanremo-Festival zurück. Dort präsentierte sie die Lieder L’amore possiede il bene und Ti porto a cena con me und erreichte mit letzterem schließlich Platz neun. Anschließend erschien das Album L’attesa. 2015 gelang Ferreri zusammen mit Baby K der Sommerhit und gleichzeitig das erfolgreichste Lied des Jahres, Roma-Bangkok (produziert von Takagi & Ketra). Noch im selben Jahr veröffentlichte sie ihre erste Kompilation Hits, mit dem unveröffentlichten Lied Volevo te.
Beim Sanremo-Festival 2017 erreichte Ferreri mit Fa talmente male nicht das Finale, es folgte das Album Girotondo, wovon das Lied Partiti adesso ein kleinerer Hit wurde. Im Sommer 2018 kehrte sie hingegen zusammen mit Takagi & Ketra sowie dem Rapper Sean Kingston mit dem Sommerhit Amore e capoeira an die Chartspitze zurück; auch in der Schweiz erreichte das Lied die Top drei der Charts. 2019 setzte sie die Zusammenarbeit mit Takagi & Ketra fort und präsentierte Jambo, diesmal mit der Beteiligung von Omi.

## Diskografie

### Alben
| Jahr | Titel                    | Höchstplatzierung, Gesamtwochen, AuszeichnungChartplatzierungen (Jahr, Titel, Platzierungen, Wochen, Auszeichnungen, Anmerkungen) | Höchstplatzierung, Gesamtwochen, AuszeichnungChartplatzierungen (Jahr, Titel, Platzierungen, Wochen, Auszeichnungen, Anmerkungen) | Anmerkungen                          |
| Jahr | Titel                    | IT | CH | Anmerkungen                          |
| ---- | ------------------------ | --- | --- | ------------------------------------ |
| 2008 | Non ti scordar mai di me | IT1 (33 Wo.)IT | — | Sony BMG; EP                         |
| 2008 | Gaetana                  | IT2 Platin · (51 Wo.)IT | CH20 (13 Wo.)CH | Sony BMG Verkäufe: + 76.000          |
| 2009 | Fotografie               | IT10 Platin · (24 Wo.)IT | CH87 (1 Wo.)CH | Sony BMG Verkäufe: + 70.000          |
| 2011 | Il mio universo          | IT11 (31 Wo.)IT | CH98 (1 Wo.)CH | Sony                                 |
| 2014 | L’attesa                 | IT4 (7 Wo.)IT | — | Sony                                 |
| 2015 | Hits                     | IT16 Gold · (42 Wo.)IT | — | Sony; Kompilation Verkäufe: + 25.000 |
| 2017 | Girotondo                | IT11 (21 Wo.)IT | — | Sony                                 |
| 2022 | Cortometraggi            | IT25 (2 Wo.)IT | — |                                      |

### Singles
| Jahr | Titel Album                                          | Höchstplatzierung, Gesamtwochen, AuszeichnungChartplatzierungen (Jahr, Titel, Album, Platzierungen, Wochen, Auszeichnungen, Anmerkungen) | Höchstplatzierung, Gesamtwochen, AuszeichnungChartplatzierungen (Jahr, Titel, Album, Platzierungen, Wochen, Auszeichnungen, Anmerkungen) | Anmerkungen                                                               |
| Jahr | Titel Album                                          | IT | CH | Anmerkungen                                                               |
| ---- | ---------------------------------------------------- | --- | --- | ------------------------------------------------------------------------- |
| 2008 | Non ti scordar mai di me                             | IT1 (36 Wo.)IT | CH26 (18 Wo.)CH |                                                                           |
| 2008 | Remedios Non ti scordar mai di me                    | IT7 (8 Wo.)IT | — | Original von Gabriella Ferri                                              |
| 2008 | Insieme a te non ci sto più Non ti scordar mai di me | IT31 (3 Wo.)IT | — | Original von Caterina Caselli                                             |
| 2008 | Ma che freddo fa Non ti scordar mai di me            | IT36 (1 Wo.)IT | — | Original von Nada                                                         |
| 2008 | La bambola Non ti scordar mai di me                  | IT38 (1 Wo.)IT | — | Original von Patty Pravo                                                  |
| 2008 | Che cosa c’è Non ti scordar mai di me                | IT50 (1 Wo.)IT | — | Original von Ornella Vanoni und Gino Paoli                                |
| 2008 | Novembre Gaetana                                     | IT1 (19 Wo.)IT | CH65 (4 Wo.)CH |                                                                           |
| 2008 | Una ragione di più Più di me (Ornella Vanoni)        | IT47 (2 Wo.)IT | — | mit Ornella Vanoni                                                        |
| 2008 | L’amore e basta! Gaetana                             | IT26 (2 Wo.)IT | — | feat. Tiziano Ferro                                                       |
| 2009 | Stai fermo lì Gaetana                                | IT15 (15 Wo.)IT | — |                                                                           |
| 2009 | La scala Gaetana                                     | IT36 (2 Wo.)IT | — |                                                                           |
| 2009 | Ma il cielo è sempre più blu Fotografie              | IT2 Gold · (13 Wo.)IT | — | Original von Rino Gaetano Verkäufe: + 15.000                              |
| 2011 | Il mare immenso Il mio universo                      | IT6 Gold · (14 Wo.)IT | — | Verkäufe: + 15.000                                                        |
| 2011 | Piccoli dettagli Il mio universo                     | IT47 (16 Wo.)IT | — |                                                                           |
| 2014 | Ti porto a cena con me L’attesa                      | IT14 (9 Wo.)IT | — |                                                                           |
| 2014 | L’amore possiede il bene L’attesa                    | IT52 (1 Wo.)IT | — |                                                                           |
| 2015 | Volevo te Hits                                       | IT14 ×2Doppelplatin · (25 Wo.)IT | — | Verkäufe: + 100.000                                                       |
| 2017 | Fa talmente male Girotondo                           | IT57 (2 Wo.)IT | — |                                                                           |
| 2017 | Partiti adesso Girotondo                             | IT51 Platin · (20 Wo.)IT | — | Verkäufe: + 50.000                                                        |
| 2019 | Jambo –                                              | IT1 ×4Vierfachplatin · (28 Wo.)IT | CH11 Platin · (27 Wo.)CH | mit Takagi & Ketra & Omi Verkäufe: + 300.000                              |
| 2020 | La isla –                                            | IT30 Platin · (16 Wo.)IT | — | mit Elettra Lamborghini Verkäufe: + 70.000                                |
| 2021 | Shimmy Shimmy –                                      | IT22 Platin · (18 Wo.)IT | — | Erstveröffentlichung: 28. Mai 2021 Verkäufe: + 70.000; mit Takagi & Ketra |
| 2022 | Miele –                                              | IT23 (5 Wo.)IT | — | Erstveröffentlichung: 2. Februar 2022 Beitrag zum Sanremo-Festival 2022   |

### Gastbeiträge
| Jahr | Titel Album                                 | Höchstplatzierung, Gesamtwochen, AuszeichnungChartplatzierungen (Jahr, Titel, Album, Platzierungen, Wochen, Auszeichnungen, Anmerkungen) | Höchstplatzierung, Gesamtwochen, AuszeichnungChartplatzierungen (Jahr, Titel, Album, Platzierungen, Wochen, Auszeichnungen, Anmerkungen) | Anmerkungen                                                            |
| Jahr | Titel Album                                 | IT | CH | Anmerkungen                                                            |
| ---- | ------------------------------------------- | --- | --- | ---------------------------------------------------------------------- |
| 2010 | Rivincita Fino a qui tutto bene (Marracash) | IT100 (1 Wo.)IT | — | Marracash feat. Giusy Ferreri                                          |
| 2015 | Roma-Bangkok Kiss Kiss Bang Bang (Baby K)   | IT1 Diamant · (65 Wo.)IT | CH23 (14 Wo.)CH | Baby K feat. Giusy Ferreri Verkäufe: + 500.000                         |
| 2017 | Il giorno e la notte Comunisti col Rolex    | IT36 Gold · (3 Wo.)IT | — | J-Ax & Fedez feat. Giusy Ferreri Verkäufe: + 25.000                    |
| 2018 | Amore e capoeira                            | IT1 ×5Fünffachplatin · (72 Wo.)IT | CH2 Platin · (34 Wo.)CH | Takagi & Ketra feat. Giusy Ferreri & Sean Kingston Verkäufe: + 270.000 |

## Auszeichnungen für Musikverkäufe
| Platin-Schallplatte - Griechenland - 2010: für das Album Gaetana |

Anmerkung: Auszeichnungen in Ländern aus den Charttabellen bzw. Chartboxen sind in ebendiesen zu finden.
| Land/RegionAuszeichnungen für Musikverkäufe (Land/Region, Auszeichnungen, Verkäufe, Quellen) | Gold     | Platin       | Diamant  | Verkäufe  | Quellen         |
| -------------------------------------------------------------------------------------------- | -------- | ------------ | -------- | --------- | --------------- |
| Griechenland (IFPI)                                                                          | —        | Platin1      | —        | 6.000     | Einzelnachweise |
| Italien (FIMI)                                                                               | 4× Gold4 | 16× Platin16 | Diamant1 | 1.520.000 | fimi.it         |
| Schweiz (IFPI)                                                                               | —        | 2× Platin2   | —        | 40.000    | hitparade.ch    |
| Insgesamt                                                                                    | 4× Gold4 | 19× Platin19 | Diamant1 |           |                 |